# Kătina
Kătina (bulgariska: Кътина) är ett distrikt i Bulgarien.   Det ligger i kommunen Stolitjna Obsjtina och regionen Sofija-grad, i den västra delen av landet, 15 km norr om huvudstaden Sofia.